# Liste des communes des Bouches-du-Rhône
Pour les autres listes de communes françaises, voir Listes des communes de France.
| - Les Bouches-du-Rhône en France. - Carte des communes des Bouches-du-Rhône. |

Cette page liste les 119 communes du département français des Bouches-du-Rhône au 1er janvier 2025.

## Liste des communes
Le tableau suivant donne la liste des communes au 1er janvier 2025, en précisant leur code Insee, leur code postal principal, leur arrondissement, leur canton, leur intercommunalité, leur superficie, leur population et leur densité, d'après les chiffres de l'Insee issus du recensement 2022,.
| Nom                        | Code Insee | Code postal                   | Arrondissement  | Canton | Intercommunalité                   | Superficie (km2) | Population (dernière pop. légale) | Densité (hab./km2) | Modifier                                    |
| -------------------------- | ---------- | ----------------------------- | --------------- | --- | ---------------------------------- | ---------------- | --------------------------------- | ------------------ | ------------------------------------------- |
| Marseille (préfecture)     | 13055      | 13001 à 13016                 | Marseille       | Marseille-1 Marseille-2 Marseille-3 Marseille-4 Marseille-5 Marseille-6 Marseille-7 Marseille-8 Marseille-9 Marseille-10 Marseille-11 Marseille-12 | Métropole d'Aix-Marseille-Provence | 240,62           | 877 215 (2022)                    | 3 646              | modifier les données · modifier les données |
| Aix-en-Provence            | 13001      | 13080 13090 13100 13290 13540 | Aix-en-Provence | Aix-en-Provence-1 Aix-en-Provence-2 | Métropole d'Aix-Marseille-Provence | 186,08           | 147 933 (2022)                    | 795                | modifier les données · modifier les données |
| Allauch                    | 13002      | 13190                         | Marseille       | Allauch | Métropole d'Aix-Marseille-Provence | 50,30            | 21 404 (2022)                     | 426                | modifier les données · modifier les données |
| Alleins                    | 13003      | 13980                         | Aix-en-Provence | Pélissanne | Métropole d'Aix-Marseille-Provence | 16,78            | 2 833 (2022)                      | 169                | modifier les données · modifier les données |
| Arles                      | 13004      | 13104 13123 13129 13200 13280 | Arles           | Arles | CA Arles-Crau-Camargue-Montagnette | 758,93           | 51 156 (2022)                     | 67                 | modifier les données · modifier les données |
| Aubagne                    | 13005      | 13400                         | Marseille       | Aubagne | Métropole d'Aix-Marseille-Provence | 54,90            | 47 724 (2022)                     | 869                | modifier les données · modifier les données |
| Aureille                   | 13006      | 13930                         | Arles           | Salon-de-Provence-1 | CC Vallée des Baux-Alpilles        | 21,74            | 1 537 (2022)                      | 71                 | modifier les données · modifier les données |
| Auriol                     | 13007      | 13390                         | Marseille       | Allauch | Métropole d'Aix-Marseille-Provence | 44,64            | 12 986 (2022)                     | 291                | modifier les données · modifier les données |
| Aurons                     | 13008      | 13121                         | Aix-en-Provence | Pélissanne | Métropole d'Aix-Marseille-Provence | 12,82            | 559 (2022)                        | 44                 | modifier les données · modifier les données |
| La Barben                  | 13009      | 13330                         | Aix-en-Provence | Pélissanne | Métropole d'Aix-Marseille-Provence | 22,85            | 852 (2022)                        | 37                 | modifier les données · modifier les données |
| Barbentane                 | 13010      | 13570                         | Arles           | Châteaurenard | CA Terre de Provence               | 27,13            | 4 262 (2022)                      | 157                | modifier les données · modifier les données |
| Les Baux-de-Provence       | 13011      | 13520                         | Arles           | Salon-de-Provence-1 | CC Vallée des Baux-Alpilles        | 18,07            | 262 (2022)                        | 14                 | modifier les données · modifier les données |
| Beaurecueil                | 13012      | 13100                         | Aix-en-Provence | Trets | Métropole d'Aix-Marseille-Provence | 9,86             | 595 (2022)                        | 60                 | modifier les données · modifier les données |
| Belcodène                  | 13013      | 13720                         | Marseille       | Allauch | Métropole d'Aix-Marseille-Provence | 12,97            | 1 978 (2022)                      | 153                | modifier les données · modifier les données |
| Berre-l'Étang              | 13014      | 13130                         | Istres          | Berre-l'Étang | Métropole d'Aix-Marseille-Provence | 43,64            | 13 941 (2022)                     | 319                | modifier les données · modifier les données |
| Bouc-Bel-Air               | 13015      | 13320                         | Aix-en-Provence | Vitrolles | Métropole d'Aix-Marseille-Provence | 21,75            | 15 367 (2022)                     | 707                | modifier les données · modifier les données |
| La Bouilladisse            | 13016      | 13720                         | Marseille       | Allauch | Métropole d'Aix-Marseille-Provence | 12,61            | 6 447 (2022)                      | 511                | modifier les données · modifier les données |
| Boulbon                    | 13017      | 13150                         | Arles           | Châteaurenard | CA Arles-Crau-Camargue-Montagnette | 19,33            | 1 531 (2022)                      | 79                 | modifier les données · modifier les données |
| Cabannes                   | 13018      | 13440                         | Arles           | Châteaurenard | CA Terre de Provence               | 20,91            | 4 576 (2022)                      | 219                | modifier les données · modifier les données |
| Cabriès                    | 13019      | 13480                         | Aix-en-Provence | Vitrolles | Métropole d'Aix-Marseille-Provence | 36,55            | 10 143 (2022)                     | 278                | modifier les données · modifier les données |
| Cadolive                   | 13020      | 13950                         | Marseille       | Allauch | Métropole d'Aix-Marseille-Provence | 4,18             | 2 219 (2022)                      | 531                | modifier les données · modifier les données |
| Carnoux-en-Provence        | 13119      | 13470                         | Marseille       | La Ciotat | Métropole d'Aix-Marseille-Provence | 3,45             | 6 872 (2022)                      | 1 992              | modifier les données · modifier les données |
| Carry-le-Rouet             | 13021      | 13620                         | Istres          | Marignane | Métropole d'Aix-Marseille-Provence | 10,10            | 5 717 (2022)                      | 566                | modifier les données · modifier les données |
| Cassis                     | 13022      | 13260                         | Marseille       | La Ciotat | Métropole d'Aix-Marseille-Provence | 26,87            | 6 706 (2022)                      | 250                | modifier les données · modifier les données |
| Ceyreste                   | 13023      | 13600                         | Marseille       | La Ciotat | Métropole d'Aix-Marseille-Provence | 22,61            | 4 847 (2022)                      | 214                | modifier les données · modifier les données |
| Charleval                  | 13024      | 13350                         | Aix-en-Provence | Pélissanne | Métropole d'Aix-Marseille-Provence | 14,41            | 2 634 (2022)                      | 183                | modifier les données · modifier les données |
| Châteauneuf-le-Rouge       | 13025      | 13790                         | Aix-en-Provence | Trets | Métropole d'Aix-Marseille-Provence | 13,15            | 2 331 (2022)                      | 177                | modifier les données · modifier les données |
| Châteauneuf-les-Martigues  | 13026      | 13220                         | Istres          | Marignane | Métropole d'Aix-Marseille-Provence | 31,65            | 18 364 (2022)                     | 580                | modifier les données · modifier les données |
| Châteaurenard              | 13027      | 13160                         | Arles           | Châteaurenard | CA Terre de Provence               | 34,95            | 16 668 (2022)                     | 477                | modifier les données · modifier les données |
| La Ciotat                  | 13028      | 13600                         | Marseille       | La Ciotat | Métropole d'Aix-Marseille-Provence | 31,46            | 37 599 (2022)                     | 1 195              | modifier les données · modifier les données |
| Cornillon-Confoux          | 13029      | 13250                         | Istres          | Berre-l'Étang | Métropole d'Aix-Marseille-Provence | 14,95            | 1 619 (2022)                      | 108                | modifier les données · modifier les données |
| Coudoux                    | 13118      | 13111                         | Aix-en-Provence | Berre-l'Étang | Métropole d'Aix-Marseille-Provence | 12,65            | 3 775 (2022)                      | 298                | modifier les données · modifier les données |
| Cuges-les-Pins             | 13030      | 13780                         | Marseille       | La Ciotat | Métropole d'Aix-Marseille-Provence | 38,81            | 5 949 (2022)                      | 153                | modifier les données · modifier les données |
| La Destrousse              | 13031      | 13112                         | Marseille       | Allauch | Métropole d'Aix-Marseille-Provence | 2,93             | 4 023 (2022)                      | 1 373              | modifier les données · modifier les données |
| Éguilles                   | 13032      | 13510                         | Aix-en-Provence | Pélissanne | Métropole d'Aix-Marseille-Provence | 34,07            | 8 349 (2022)                      | 245                | modifier les données · modifier les données |
| Ensuès-la-Redonne          | 13033      | 13820                         | Istres          | Marignane | Métropole d'Aix-Marseille-Provence | 25,83            | 5 796 (2022)                      | 224                | modifier les données · modifier les données |
| Eygalières                 | 13034      | 13810                         | Arles           | Salon-de-Provence-1 | CC Vallée des Baux-Alpilles        | 33,97            | 1 740 (2022)                      | 51                 | modifier les données · modifier les données |
| Eyguières                  | 13035      | 13430                         | Aix-en-Provence | Salon-de-Provence-1 | Métropole d'Aix-Marseille-Provence | 68,75            | 6 915 (2022)                      | 101                | modifier les données · modifier les données |
| Eyragues                   | 13036      | 13630                         | Arles           | Châteaurenard | CA Terre de Provence               | 20,78            | 4 289 (2022)                      | 206                | modifier les données · modifier les données |
| La Fare-les-Oliviers       | 13037      | 13580                         | Aix-en-Provence | Berre-l'Étang | Métropole d'Aix-Marseille-Provence | 13,98            | 8 953 (2022)                      | 640                | modifier les données · modifier les données |
| Fontvieille                | 13038      | 13990                         | Arles           | Salon-de-Provence-1 | CC Vallée des Baux-Alpilles        | 40,18            | 3 555 (2022)                      | 88                 | modifier les données · modifier les données |
| Fos-sur-Mer                | 13039      | 13270                         | Istres          | Istres | Métropole d'Aix-Marseille-Provence | 92,31            | 15 694 (2022)                     | 170                | modifier les données · modifier les données |
| Fuveau                     | 13040      | 13710                         | Aix-en-Provence | Trets | Métropole d'Aix-Marseille-Provence | 30,02            | 10 235 (2022)                     | 341                | modifier les données · modifier les données |
| Gardanne                   | 13041      | 13120                         | Aix-en-Provence | Gardanne | Métropole d'Aix-Marseille-Provence | 27,02            | 21 534 (2022)                     | 797                | modifier les données · modifier les données |
| Gémenos                    | 13042      | 13420                         | Marseille       | La Ciotat | Métropole d'Aix-Marseille-Provence | 32,75            | 6 678 (2022)                      | 204                | modifier les données · modifier les données |
| Gignac-la-Nerthe           | 13043      | 13180                         | Istres          | Marignane | Métropole d'Aix-Marseille-Provence | 8,64             | 10 030 (2022)                     | 1 161              | modifier les données · modifier les données |
| Grans                      | 13044      | 13450                         | Istres          | Salon-de-Provence-2 | Métropole d'Aix-Marseille-Provence | 27,60            | 5 382 (2022)                      | 195                | modifier les données · modifier les données |
| Graveson                   | 13045      | 13690                         | Arles           | Châteaurenard | CA Terre de Provence               | 23,54            | 4 743 (2022)                      | 201                | modifier les données · modifier les données |
| Gréasque                   | 13046      | 13850                         | Aix-en-Provence | Allauch | Métropole d'Aix-Marseille-Provence | 6,15             | 4 469 (2022)                      | 727                | modifier les données · modifier les données |
| Istres                     | 13047      | 13118 13800                   | Istres          | Istres | Métropole d'Aix-Marseille-Provence | 113,73           | 44 044 (2022)                     | 387                | modifier les données · modifier les données |
| Jouques                    | 13048      | 13490                         | Aix-en-Provence | Trets | Métropole d'Aix-Marseille-Provence | 80,35            | 4 478 (2022)                      | 56                 | modifier les données · modifier les données |
| Lamanon                    | 13049      | 13113                         | Aix-en-Provence | Salon-de-Provence-1 | Métropole d'Aix-Marseille-Provence | 19,19            | 2 069 (2022)                      | 108                | modifier les données · modifier les données |
| Lambesc                    | 13050      | 13410                         | Aix-en-Provence | Pélissanne | Métropole d'Aix-Marseille-Provence | 65,34            | 9 951 (2022)                      | 152                | modifier les données · modifier les données |
| Lançon-Provence            | 13051      | 13680                         | Aix-en-Provence | Berre-l'Étang | Métropole d'Aix-Marseille-Provence | 68,92            | 9 627 (2022)                      | 140                | modifier les données · modifier les données |
| Maillane                   | 13052      | 13910                         | Arles           | Châteaurenard | CA Terre de Provence               | 16,77            | 2 779 (2022)                      | 166                | modifier les données · modifier les données |
| Mallemort                  | 13053      | 13370                         | Aix-en-Provence | Pélissanne | Métropole d'Aix-Marseille-Provence | 28,16            | 6 190 (2022)                      | 220                | modifier les données · modifier les données |
| Marignane                  | 13054      | 13700                         | Istres          | Marignane | Métropole d'Aix-Marseille-Provence | 23,16            | 33 164 (2022)                     | 1 432              | modifier les données · modifier les données |
| Martigues                  | 13056      | 13117 13500                   | Istres          | Martigues | Métropole d'Aix-Marseille-Provence | 71,44            | 48 818 (2022)                     | 683                | modifier les données · modifier les données |
| Mas-Blanc-des-Alpilles     | 13057      | 13103                         | Arles           | Salon-de-Provence-1 | CC Vallée des Baux-Alpilles        | 1,57             | 537 (2022)                        | 342                | modifier les données · modifier les données |
| Maussane-les-Alpilles      | 13058      | 13520                         | Arles           | Salon-de-Provence-1 | CC Vallée des Baux-Alpilles        | 31,60            | 2 396 (2022)                      | 76                 | modifier les données · modifier les données |
| Meyrargues                 | 13059      | 13650                         | Aix-en-Provence | Trets | Métropole d'Aix-Marseille-Provence | 41,67            | 3 818 (2022)                      | 92                 | modifier les données · modifier les données |
| Meyreuil                   | 13060      | 13590                         | Aix-en-Provence | Trets | Métropole d'Aix-Marseille-Provence | 20,13            | 6 341 (2022)                      | 315                | modifier les données · modifier les données |
| Mimet                      | 13062      | 13105                         | Aix-en-Provence | Gardanne | Métropole d'Aix-Marseille-Provence | 18,70            | 4 147 (2022)                      | 222                | modifier les données · modifier les données |
| Miramas                    | 13063      | 13140                         | Istres          | Salon-de-Provence-2 | Métropole d'Aix-Marseille-Provence | 25,74            | 25 891 (2022)                     | 1 006              | modifier les données · modifier les données |
| Mollégès                   | 13064      | 13940                         | Arles           | Châteaurenard | CA Terre de Provence               | 14,20            | 2 651 (2022)                      | 187                | modifier les données · modifier les données |
| Mouriès                    | 13065      | 13890                         | Arles           | Salon-de-Provence-1 | CC Vallée des Baux-Alpilles        | 38,35            | 3 471 (2022)                      | 91                 | modifier les données · modifier les données |
| Noves                      | 13066      | 13550                         | Arles           | Châteaurenard | CA Terre de Provence               | 27,92            | 5 918 (2022)                      | 212                | modifier les données · modifier les données |
| Orgon                      | 13067      | 13660                         | Arles           | Salon-de-Provence-1 | CA Terre de Provence               | 34,78            | 2 662 (2022)                      | 77                 | modifier les données · modifier les données |
| Paradou                    | 13068      | 13520                         | Arles           | Salon-de-Provence-1 | CC Vallée des Baux-Alpilles        | 16,15            | 2 181 (2022)                      | 135                | modifier les données · modifier les données |
| Pélissanne                 | 13069      | 13330                         | Aix-en-Provence | Pélissanne | Métropole d'Aix-Marseille-Provence | 19,11            | 10 799 (2022)                     | 565                | modifier les données · modifier les données |
| La Penne-sur-Huveaune      | 13070      | 13821                         | Marseille       | Aubagne | Métropole d'Aix-Marseille-Provence | 3,56             | 6 618 (2022)                      | 1 859              | modifier les données · modifier les données |
| Les Pennes-Mirabeau        | 13071      | 13170                         | Aix-en-Provence | Gardanne | Métropole d'Aix-Marseille-Provence | 33,66            | 22 423 (2022)                     | 666                | modifier les données · modifier les données |
| Peynier                    | 13072      | 13790                         | Aix-en-Provence | Trets | Métropole d'Aix-Marseille-Provence | 24,76            | 3 692 (2022)                      | 149                | modifier les données · modifier les données |
| Peypin                     | 13073      | 13124                         | Marseille       | Allauch | Métropole d'Aix-Marseille-Provence | 13,35            | 5 612 (2022)                      | 420                | modifier les données · modifier les données |
| Peyrolles-en-Provence      | 13074      | 13860                         | Aix-en-Provence | Trets | Métropole d'Aix-Marseille-Provence | 34,90            | 5 316 (2022)                      | 152                | modifier les données · modifier les données |
| Plan-d'Orgon               | 13076      | 13750                         | Arles           | Châteaurenard | CA Terre de Provence               | 14,94            | 3 562 (2022)                      | 238                | modifier les données · modifier les données |
| Plan-de-Cuques             | 13075      | 13380                         | Marseille       | Allauch | Métropole d'Aix-Marseille-Provence | 8,52             | 11 504 (2022)                     | 1 350              | modifier les données · modifier les données |
| Port-de-Bouc               | 13077      | 13110                         | Istres          | Martigues | Métropole d'Aix-Marseille-Provence | 11,46            | 16 138 (2022)                     | 1 408              | modifier les données · modifier les données |
| Port-Saint-Louis-du-Rhône  | 13078      | 13230                         | Istres          | Arles | Métropole d'Aix-Marseille-Provence | 73,38            | 8 510 (2022)                      | 116                | modifier les données · modifier les données |
| Le Puy-Sainte-Réparade     | 13080      | 13610                         | Aix-en-Provence | Trets | Métropole d'Aix-Marseille-Provence | 46,29            | 5 794 (2022)                      | 125                | modifier les données · modifier les données |
| Puyloubier                 | 13079      | 13114                         | Aix-en-Provence | Trets | Métropole d'Aix-Marseille-Provence | 40,85            | 1 780 (2022)                      | 44                 | modifier les données · modifier les données |
| Rognac                     | 13081      | 13340                         | Istres          | Berre-l'Étang | Métropole d'Aix-Marseille-Provence | 17,46            | 12 335 (2022)                     | 706                | modifier les données · modifier les données |
| Rognes                     | 13082      | 13840                         | Aix-en-Provence | Pélissanne | Métropole d'Aix-Marseille-Provence | 58,32            | 4 640 (2022)                      | 80                 | modifier les données · modifier les données |
| Rognonas                   | 13083      | 13870                         | Arles           | Châteaurenard | CA Terre de Provence               | 9,41             | 4 186 (2022)                      | 445                | modifier les données · modifier les données |
| La Roque-d'Anthéron        | 13084      | 13640                         | Aix-en-Provence | Pélissanne | Métropole d'Aix-Marseille-Provence | 25,49            | 5 355 (2022)                      | 210                | modifier les données · modifier les données |
| Roquefort-la-Bédoule       | 13085      | 13830                         | Marseille       | La Ciotat | Métropole d'Aix-Marseille-Provence | 31,15            | 5 784 (2022)                      | 186                | modifier les données · modifier les données |
| Roquevaire                 | 13086      | 13360                         | Marseille       | Aubagne | Métropole d'Aix-Marseille-Provence | 23,83            | 8 823 (2022)                      | 370                | modifier les données · modifier les données |
| Rousset                    | 13087      | 13790                         | Aix-en-Provence | Trets | Métropole d'Aix-Marseille-Provence | 19,50            | 5 357 (2022)                      | 275                | modifier les données · modifier les données |
| Le Rove                    | 13088      | 13740                         | Istres          | Marignane | Métropole d'Aix-Marseille-Provence | 22,97            | 5 205 (2022)                      | 227                | modifier les données · modifier les données |
| Saint-Andiol               | 13089      | 13670                         | Arles           | Châteaurenard | CA Terre de Provence               | 16,00            | 3 369 (2022)                      | 211                | modifier les données · modifier les données |
| Saint-Antonin-sur-Bayon    | 13090      | 13100                         | Aix-en-Provence | Trets | Métropole d'Aix-Marseille-Provence | 17,57            | 125 (2022)                        | 7,1                | modifier les données · modifier les données |
| Saint-Cannat               | 13091      | 13760                         | Aix-en-Provence | Pélissanne | Métropole d'Aix-Marseille-Provence | 36,54            | 5 877 (2022)                      | 161                | modifier les données · modifier les données |
| Saint-Chamas               | 13092      | 13250                         | Istres          | Berre-l'Étang | Métropole d'Aix-Marseille-Provence | 26,71            | 8 669 (2022)                      | 325                | modifier les données · modifier les données |
| Saint-Estève-Janson        | 13093      | 13610                         | Aix-en-Provence | Pélissanne | Métropole d'Aix-Marseille-Provence | 8,65             | 364 (2022)                        | 42                 | modifier les données · modifier les données |
| Saint-Étienne-du-Grès      | 13094      | 13103                         | Arles           | Salon-de-Provence-1 | CC Vallée des Baux-Alpilles        | 29,04            | 2 480 (2022)                      | 85                 | modifier les données · modifier les données |
| Saint-Marc-Jaumegarde      | 13095      | 13100                         | Aix-en-Provence | Trets | Métropole d'Aix-Marseille-Provence | 22,56            | 1 270 (2022)                      | 56                 | modifier les données · modifier les données |
| Saint-Martin-de-Crau       | 13097      | 13310                         | Arles           | Salon-de-Provence-2 | CA Arles-Crau-Camargue-Montagnette | 214,87           | 13 962 (2022)                     | 65                 | modifier les données · modifier les données |
| Saint-Mitre-les-Remparts   | 13098      | 13920                         | Istres          | Istres | Métropole d'Aix-Marseille-Provence | 21,02            | 5 996 (2022)                      | 285                | modifier les données · modifier les données |
| Saint-Paul-lès-Durance     | 13099      | 13115                         | Aix-en-Provence | Trets | Métropole d'Aix-Marseille-Provence | 45,81            | 886 (2022)                        | 19                 | modifier les données · modifier les données |
| Saint-Pierre-de-Mézoargues | 13061      | 13150                         | Arles           | Châteaurenard | CA Arles-Crau-Camargue-Montagnette | 4,13             | 228 (2022)                        | 55                 | modifier les données · modifier les données |
| Saint-Rémy-de-Provence     | 13100      | 13210                         | Arles           | Salon-de-Provence-1 | CC Vallée des Baux-Alpilles        | 89,09            | 9 547 (2022)                      | 107                | modifier les données · modifier les données |
| Saint-Savournin            | 13101      | 13119                         | Marseille       | Allauch | Métropole d'Aix-Marseille-Provence | 5,89             | 3 449 (2022)                      | 586                | modifier les données · modifier les données |
| Saint-Victoret             | 13102      | 13730                         | Istres          | Vitrolles | Métropole d'Aix-Marseille-Provence | 4,73             | 6 689 (2022)                      | 1 414              | modifier les données · modifier les données |
| Saintes-Maries-de-la-Mer   | 13096      | 13460                         | Arles           | Arles | CA Arles-Crau-Camargue-Montagnette | 374,61           | 2 278 (2022)                      | 6,1                | modifier les données · modifier les données |
| Salon-de-Provence          | 13103      | 13300                         | Aix-en-Provence | Salon-de-Provence-1 Salon-de-Provence-2 | Métropole d'Aix-Marseille-Provence | 70,30            | 44 553 (2022)                     | 634                | modifier les données · modifier les données |
| Sausset-les-Pins           | 13104      | 13960                         | Istres          | Marignane | Métropole d'Aix-Marseille-Provence | 12,10            | 7 556 (2022)                      | 624                | modifier les données · modifier les données |
| Sénas                      | 13105      | 13560                         | Aix-en-Provence | Salon-de-Provence-1 | Métropole d'Aix-Marseille-Provence | 30,61            | 6 829 (2022)                      | 223                | modifier les données · modifier les données |
| Septèmes-les-Vallons       | 13106      | 13240                         | Marseille       | Gardanne | Métropole d'Aix-Marseille-Provence | 17,84            | 12 018 (2022)                     | 674                | modifier les données · modifier les données |
| Simiane-Collongue          | 13107      | 13109                         | Aix-en-Provence | Gardanne | Métropole d'Aix-Marseille-Provence | 29,84            | 5 823 (2022)                      | 195                | modifier les données · modifier les données |
| Tarascon                   | 13108      | 13150                         | Arles           | Châteaurenard | CA Arles-Crau-Camargue-Montagnette | 73,97            | 15 525 (2022)                     | 210                | modifier les données · modifier les données |
| Le Tholonet                | 13109      | 13100                         | Aix-en-Provence | Trets | Métropole d'Aix-Marseille-Provence | 10,82            | 2 370 (2022)                      | 219                | modifier les données · modifier les données |
| Trets                      | 13110      | 13530                         | Aix-en-Provence | Trets | Métropole d'Aix-Marseille-Provence | 70,31            | 10 933 (2022)                     | 155                | modifier les données · modifier les données |
| Vauvenargues               | 13111      | 13126                         | Aix-en-Provence | Trets | Métropole d'Aix-Marseille-Provence | 54,31            | 1 058 (2022)                      | 19                 | modifier les données · modifier les données |
| Velaux                     | 13112      | 13880                         | Aix-en-Provence | Berre-l'Étang | Métropole d'Aix-Marseille-Provence | 25,23            | 8 827 (2022)                      | 350                | modifier les données · modifier les données |
| Venelles                   | 13113      | 13770                         | Aix-en-Provence | Trets | Métropole d'Aix-Marseille-Provence | 20,54            | 8 420 (2022)                      | 410                | modifier les données · modifier les données |
| Ventabren                  | 13114      | 13122                         | Aix-en-Provence | Berre-l'Étang | Métropole d'Aix-Marseille-Provence | 26,32            | 5 613 (2022)                      | 213                | modifier les données · modifier les données |
| Vernègues                  | 13115      | 13116                         | Aix-en-Provence | Pélissanne | Métropole d'Aix-Marseille-Provence | 15,89            | 2 158 (2022)                      | 136                | modifier les données · modifier les données |
| Verquières                 | 13116      | 13670                         | Arles           | Châteaurenard | CA Terre de Provence               | 4,59             | 775 (2022)                        | 169                | modifier les données · modifier les données |
| Vitrolles                  | 13117      | 13127                         | Istres          | Vitrolles | Métropole d'Aix-Marseille-Provence | 36,58            | 36 612 (2022)                     | 1 001              | modifier les données · modifier les données |
| Bouches-du-Rhône           | 13         |                               |                 | |                                    | 5 087,00         | 2 069 811 (2022)                  | 407                | modifier les données                        |